# Reprezentacja Czechosłowacji w hokeju na lodzie mężczyzn
Reprezentacja Czechosłowacji w hokeju na lodzie mężczyzn – kadra Czechosłowacji w hokeju na lodzie.
Reprezentacja powstała po zakończeniu I wojny światowej w 1920 roku. Istniała do 1992 roku w którym doszło do rozpadu Czechosłowacji. Ostatni mecz kadra rozegrała ze Szwajcarią (7:2) w dniu 19 grudnia 1992 roku w Moskwie.

## Osiągnięcia
| - 1921 – Srebrny medal - 1922 – Złoty medal - 1923 – Brązowy medal - 1924 – nie uczestniczyła - 1925 – Złoty medal - 1926 – Srebrny medal - 1927 – 5. miejsce - 1929 – Złoty medal - 1932 – 5. miejsce - 1976 – 2. miejsce - 1981 – 3. miejsce - 1984 – 5. miejsce - 1987 – 4. miejsce - 1991 – 6. miejsce |  | - 1920 – Brązowy medal - 1924 – 6. miejsce - 1928 – 7. miejsce - 1932 – nie uczestniczyła - 1936 – 4. miejsce - 1948 – Srebrny medal - 1952 – 4. miejsce - 1956 – 5. miejsce - 1960 – 4. miejsce - 1964 – Brązowy medal - 1968 – Srebrny medal - 1972 – Brązowy medal - 1976 – Srebrny medal - 1980 – 5. miejsce - 1984 – Srebrny medal - 1988 – 6. miejsce - 1992 – Brązowy medal |

### Mistrzostwa Świata
| - 1930 – 6. miejsce - 1931 – 5. miejsce - 1933 – Brązowy medal - 1934 – 5. miejsce - 1935 – 4. miejsce - 1937 – 6. miejsce - 1938 – Brązowy medal - 1939 – 4. miejsce - 1947 – Złoty medal - 1949 – Złoty medal - 1950 – nie uczestniczyła - 1951 – nie uczestniczyła - 1953 – 4. miejsce - 1954 – 4. miejsce - 1955 – Brązowy medal - 1957 – Brązowy medal |  | - 1958 – 4. miejsce - 1959 – Brązowy medal - 1961 – Srebrny medal - 1962 – nie uczestniczyła - 1963 – Brązowy medal - 1965 – Srebrny medal - 1966 – Srebrny medal - 1967 – 4. miejsce - 1969 – Brązowy medal - 1970 – Brązowy medal - 1971 – Srebrny medal - 1972 – Złoty medal - 1973 – Brązowy medal - 1974 – Srebrny medal - 1975 – Srebrny medal |  | - 1976 – Złoty medal - 1977 – Złoty medal - 1978 – Srebrny medal - 1979 – Srebrny medal - 1980 – Brązowy medal - 1981 – Brązowy medal - 1982 – Srebrny medal - 1983 – Srebrny medal - 1985 – Złoty medal - 1986 – 5. miejsce - 1987 – Brązowy medal - 1989 – Brązowy medal - 1990 – Brązowy medal - 1991 – 6. miejsce - 1992 – Brązowy medal |